# Anders Thorén
Pour les articles homonymes, voir Thoren.
Anders Thorén, né le 1er avril 1970 à Oxelösund, est un joueur professionnel de squash représentant la Suède. Il est champion de Suède en 1997.

## Palmarès

### Titres
- Championnats de Suède : 1997